# 大童子峰右エ門
大童子 峰右エ門（おおどうじ みねえもん、生年不明 - 寛政元年(1789年) 5月12日）は、上総国（現在の千葉県山武郡芝山町に相当する場所）出身で玉垣部屋に所属していた江戸時代の元大相撲力士。最高位は大関（歴代大関としての代数は第12代大関）。本名は木川峰吉。
元は出家していたが、あまりに力が強くて相撲を志したと伝わる。初めは大坂相撲で宝暦11年(1761年)5月場所に「津軽」頭書で東大関を務めた。江戸相撲では宝暦11年(1761年)冬場所(10月)西大関として登場。翌場所の宝暦12年（1762年）春場所(3月)から関脇に陥落して3場所取り、宝暦14年（1764年）春場所(3月)に大関に復帰したものの、またも1場所で陥落。明和2年(1765年)冬場所(10月)には平幕、明和3年(1766年)冬場所(10月)には二段目に落ちる。最終的には明和4年(1767年)冬場所(10月)三段目にまで陥落してしまい、その場所限りで引退となった。引退後は郷里に帰り僧籍に入ったという。

## 主な成績（江戸）
- 幕内（上段）在位：9場所
- 幕内（上段）成績：11勝16敗44休1預1無勝負
- 大関在位：2場所
- 大関成績：4勝0敗11休1無勝負

### 場所別成績
| 1761年 | x                 | 西大関 2–0–6        |
| 1762年 | 西関脇 1–1–6      | x                   |
| 1763年 | 西関脇 2–1–5      | 西関脇 2–1–5        |
| 1764年 | 西大関 2–0–5 1無  | 西関脇 1–2–5        |
| 1765年 | 西関脇 0–4–3 1預  | 西前頭2枚目 0–2–6   |
| 1766年 | 西前頭4枚目 1–5–3 | 西幕下2枚目 0–5 1預 |
| 1767年 | 西幕下5枚目 1–6   | 西三段目筆頭 引退 – |
| 各欄の数字は、「勝ち-負け-休場」を示す。 優勝 引退 休場 十両 幕下 三賞：敢=敢闘賞、殊=殊勲賞、技=技能賞 その他：★=金星 番付階級：幕内 - 十両 - 幕下 - 三段目 - 序二段 - 序ノ口 幕内序列：横綱 - 大関 - 関脇 - 小結 - 前頭（「#数字」は各位内の序列） |                   |                     |

- この成績表でテンプレートの仕様上「幕下」となっている部分は、番付表の上から二段目であるため、「二段目」と呼ぶ方が正確である。当時は段ごとに力士の地位を待遇差で区別する発想がまだ確立しておらず、二段目以下でも番付表で「前頭」（「同」表記でない）と書かれている部分までは「幕内格」と見るべきだという説がある。